# Shateni
Shateni oder Schateni (geb. im Juli 2001) ist eine usbekische Juristin, Unternehmerin und Model. Sie ist zudem die Gründerin der Modemarke „Signora“ und eine Influencerin mit mehr als 300.000 Followern.

## Karriere
Shateni schloss ihr Studium in Wirtschaftsrecht an der Staatlichen Juristischen Universität Taschkent ab und praktizierte als Juristin. Als erfolgreiche Geschäftsfrau und Model nutzt sie ihren Einfluss, um sich für die Rechte von Frauen weltweit einzusetzen, indem sie auf hochrangigen Regierungskonferenzen in Usbekistan und der GUS als Gastrednerin spricht.
Shateni begann ihre Karriere als Aktivistin und Unternehmerin im Alter von achtzehn Jahren, zu einer Zeit, in der sie in Usbekistan schon als Model bekannt war. Ihr Erfolg in einem so jungen Alter ist eine Quelle der Inspiration für zentralasiatische Frauen.
Im Jahr 2021 wurde sie hinsichtlich ihres außergewöhnlichen Erfolges in ihrem jungen Alter als Usbekistans Studentin des Jahres ausgezeichnet.